# 賽義德

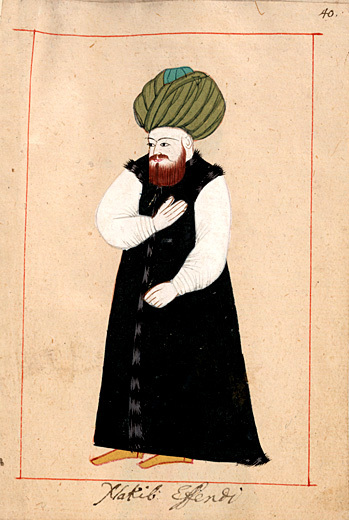
在奥斯曼帝国，先知穆罕默德的後裔有著佩戴綠色頭巾的特權，以彰顯他們尊貴的身分地位。

赛义德（Sayyed或Sayyid），是伊斯蘭世界對穆罕默德女兒法蒂瑪兩個兒子哈桑和海珊的後裔的敬稱，如果是女性則稱賽義達。
在伊斯蘭世界的一些地區，如印度，穆罕默德的後裔被賦予阿米爾或米爾的稱號，意思是司令官，將軍或王子。一個賽義達母親但非賽義德父親的孩子被稱為米爾扎。
儘管沒有得到證實，但許多阿拉伯语專家認為，賽義德源於Al Asad（阿拉伯語：الأسد），意思是獅子，可能是因為勇敢和領導才能的品質。在早期，阿拉伯人用賽義德和謝里夫這個詞來表示哈桑和侯賽因的後代。然而，在現代，“謝里夫”（Sharifah代表女性）一詞被用來表示哈桑的後代，而'賽義德'（賽義達代表女性）一詞已被專用來表示侯賽因的後代（賽義德與一般婦女的子女則是和卓）。
儘管無法獲得可靠的統計數據，但保守估計賽義德的數量約有數千萬。